# Cauxine
La cauxine est une peptidase qui est excrétée en grandes quantités dans l'urine de chat. La cauxine a été remarquée car elle hydrolyse la 3-méthylbutanol-cystéinylglycine (3-MBCG) de l'urine en félinine, qui se dégrade ensuite lentement pour former la phéromone du chat putative 3-mercapto-3-méthylbutan-1-ol (MMB) :
| Chemical structure of felinine | →   |
| Félinine                       | MMB |

La cauxine, protéine de l'urine de félin, a été signalée en 2008 pour agir comme un agent de nucléation pour cristaux de struvite, dans un système in vivo contenant du magnésium, de l'ammonium et des ions phosphate. Cette protéine peut donc agir comme une source de calculs urinaires des félins.